# Hotlinking
Hotlinking je způsob zobrazování obrázků (či jiných multimediálních souborů) v rámci webové stránky načítáním z jiného serveru.
Zobrazení obrázku v HTML kódu v rámci vlastního serveru používá relativní odkaz:
```
<img src="muj_obrazek.jpg" height="350" width="200">
```

Naproti tomu hotlinking využívá absolutní odkaz na obrázek stahovaný z jiného serveru:
```
<img src="<nowiki>http://www.example.net/cizi_obrazek.jpg</nowiki>" height="350" width="200">
```

Používání hotlinkingu na cizí servery se nedoporučuje především ze tří důvodů:
- Soubor na jiném než vlastním serveru může autor přemístit, nebo úplně smazat, což může vyústit v nefunkčnost odkazů/obrázků.
- Použití souborů z cizího serveru bez svolení autora je minimálně neslušné a může být i trestné (pokud je soubor chráněn autorským právem).
- Na externím serveru může být hotlinking zakázán či upraven například pomocí konfiguračního souboru .htaccess, z čehož vznikají problémové situace (např. požadovaný obrázek je nahrazen poučkou o porušování autorských práv).

Majitelé webů se tak brání zbytečnému narůstání přenesených dat ze serveru, která jsou většinou limitována poskytovatelem hostingu.